# Radio Musicstar
Radio Musicstar ist ein deutscher Radiosender der MusicStar Rundfunk in Essen. Seit dem 14. April 2022 ist das Programm Radio Musicstar Rhein-Nahe im Raum Bad Kreuznach und Ingelheim lokal über DAB+ auf Kanal 12A empfangbar.
Im Oktober 2023 wurde eine weitere Regionalversion für die Stadt Brandenburg an der Havel auf der UKW-Frequenz 105,8 angekündigt. Da die Sendefrequenz für diesen Standort neu koordiniert werden muss, kommt es aktuell noch zu Verzögerungen beim Sendestart.
Musikalisch wird vermehrt auf Titel aus Deutschland gesetzt. Lokale Berichterstattung erfolgt zuweilen morgens in der Morningshow. Wichtige Moderatoren sind Florian Elting (Pseudonym) mit Besser Leben (10–12 Uhr), Alexander Tauscher (Syndication) mit der Radioreise (12–15 Uhr) und Marcus Gogga mit der Sendung Mit uns durch den Nachmittag (15–18 Uhr).
Der Sender betreibt einen weiteren „web-only“ Livestream als „Tanzwerk“ im Internet.